# Anna Sivkovová
Anna Vitaljevna Sivkovová (rusky Анна Витальевна Сивкова; * 12. dubna 1982 Moskva, Sovětský svaz) je bývalá ruská sportovní šermířka, která se specializovala na šerm kordem.
Rusko reprezentovala v prvním a druhém desetiletí jednadvacátého století. Na olympijských hrách startovala v roce 2004 a 2012 v soutěži jednotlivkyň a družstev. V roce 2013 obsadila druhé místo na mistrovství světa a v roce 2004, 2009 obsadila druhé místo na mistrovství Evropy v soutěži jednotlivkyň. S ruským družstvem kordistek vybojovala na olympijských hrách 2004 zlatou olympijskou medaili. S družstvem kordistek dále vybojovala tři tituly mistryň světa (2001, 2003, 2013) a čtyři tituly (2003, 2004, 2005, 2012) mistryň Evropy.